# Fernand Clerc
Pour les articles homonymes, voir Clerc.
Louis Honoré Fernand Clerc (Le François, 15 janvier 1856 - Fort-de-France (quartier de Redoute), 26 mars 1939), est un industriel béké et parlementaire martiniquais. Il est député de 1919 à 1924, maire de La Trinité de 1894 à 1912 et de 1929 à 1939, maire du Lorrain de 1926 à 1929 et président du conseil général de 1908 à 1910 et brièvement sénateur en 1924 (élection annulée par le Sénat).

## Biographie
Fernand Clerc est le fils d'Honoré dit « Clerville » Clerc (1807-1878), médecin, et de Clémentine Brière de l'Isle (née en 1830). Par sa mère, il est le neveu du général Louis Brière de l'Isle (1827-1896) qui se signale notamment à Bazeilles.
Fernand Clerc commence sa carrière en tant qu'industriel.
Le 8 mai 1902, il échappe à la catastrophe de la montagne Pelée, sa famille à l'abri hors de la ville de Saint Pierre.
Il entre en politique et devient maire du Lorrain, conseiller général de la Martinique, puis président du Conseil général de 1908 à 1910.
Au prix d'une alliance politique  avec Joseph Lagrosillière, Fernand Clerc est élu député de la Martinique le 14 décembre 1919, il siège au sein du groupe républicain socialiste. Il effectue un seul mandat, ne se représentant pas au scrutin du 11 mai 1924. Ces élections, « préparées » par le gouverneur Richard, verront le succès de Victor Sévère et d'Alcide Delmont, battant ainsi les « poulains » désignés pour succéder au duo Lagrosillière-Clerc, Paul Merlin, journaliste, et Louis Séjourné, ingénieur et ancien capitaine aviateur.
Il quitte alors la vie politique, et reprend ses activités industrielles.
Fernand Clerc meurt à Fort-de-France, le 26 mars 1939. Il repose au cimetière communal du François.

## Distinctions
- Médaille d'or du ministère de l'Agriculture (1904)
- Médaille de bronze à l'Exposition universelle de Bruxelles de 1910
- Officier de la Légion d'honneur (1938)

## Sources
- Jean Jolly (dir.), Dictionnaire des parlementaires français, Presses universitaires de France, 1960-1977.